# Electrolux Assistent

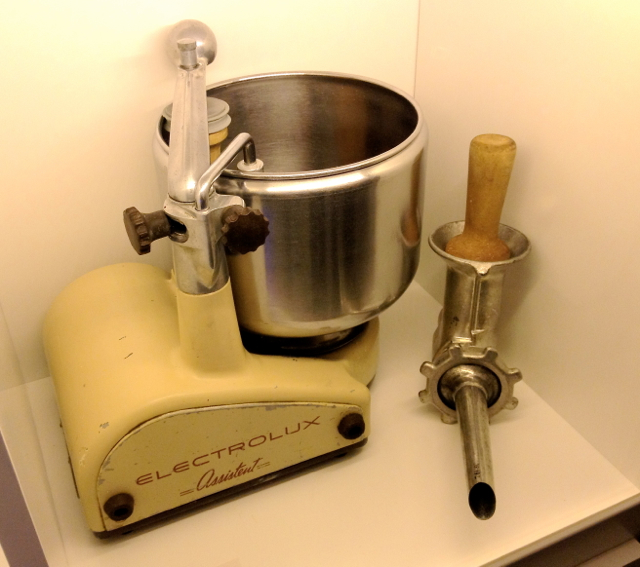
Hushållsapparaten Electrolux Assistent, utställd på Tekniska museet i Stockholm

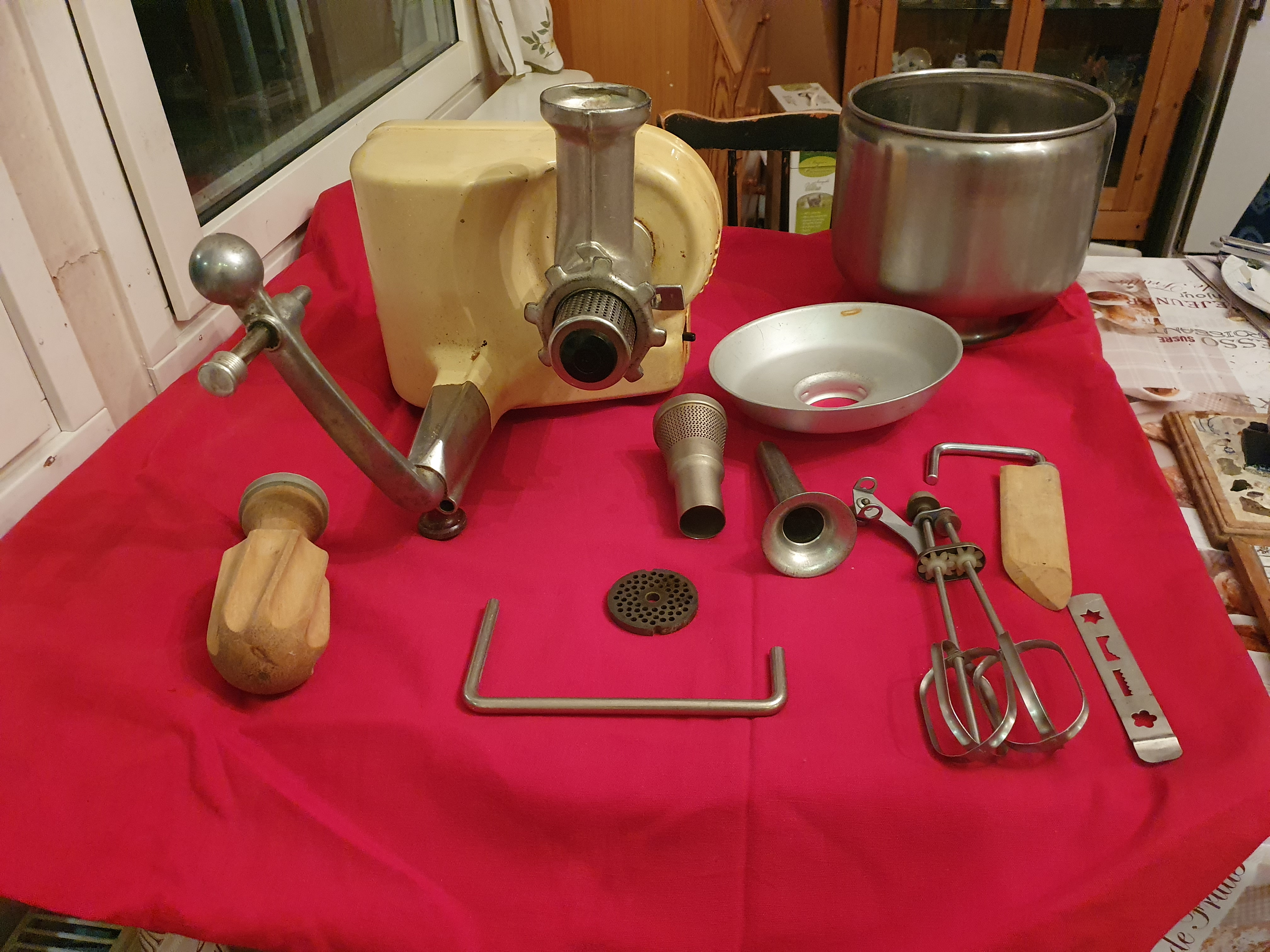
Modell N3 med tillbehör. Här monterad som mandelkvarn

Assistent är en hushållsapparat, som introducerades av Electrolux 1940. Den formgavs av Alvar Lenning och blev en storsäljare för Electrolux. Assistenten tillverkades i Motala till 1969, och har därefter tillverkats i Ankarsrum. Den säljs i dag i flera olika färger. Sedan 2001 säljs modellen av Ankarsrum Kitchen. Varumärket Assistent används både av Ankarsrum och Electrolux.

## Historik
Assistent har sitt ursprung i en köksmaskin för professionellt bruk, som tillverkades i Eskilstuna. Electrolux köpte verksamheten och beslöt att ta fram en variant för hushåll. Alvar Lenning ansvarade för att utveckla den nya produkten Assistent. Den första Assistentmodellen med modellnummer NG1 lanserades 1940 och hade en motor på 250 watt. Till apparaten medföljde en receptsamling, som var gjord för krigstider. Tillverkningen ägde rum på Lilla Essingen.
År 1945 lanserades Modell N1 med en ny kvarn. Bristen på material efter kriget gjorde att leveranstiden låg på tre år. På 1950-talet följde flera förbättringar: trä ersattes av plast i kniv och rullen och 1951 fick maskinen kortare stativ, centrifugalbrytare och 275 watts motor. År 1954 följde uttag för mixer på modell N4. År 1957 hade 100 000 Assistent-maskiner sålts. Den 100 001:a köptes av Harry Martinson. År 1962 kom modell N4D med 400 watts motor och samma år flyttade produktionen från Lilla Essingen i Stockholm till Motala. Produktionen flyttade från Motala till Ankarsrum 1969 och Variomat med timer och varvtalsreglering lanserades. År 1971 kom en ny mixer och plastkvarn i vit och mörkgrå. År 1974 hade 250 000 Electrolux Assistent tillverkats.
År 1978 följde en större kvarn i aluminium. Assistent började tillverkas i färgerna beige och brun. År 1981 testades en modell i plast, cirka 100 maskiner tillverkades. År 1987 infördes elektronisk momentstyrning, större varvtalsområde samt färgerna vit och grå. År 1990 kom en jubileumsmodell i färgerna grå metallic och svart. Det fanns en egen modell för USA och Kanada. År 1995 följde en ny formgivning där den kantiga formen som funnits sedan 1960-talet ersattes av mjukare former och upplysta vred. År 1998 utökades motorkraften till 600 watt. År 2005 följde en kraftigare motor med steg på 550 till 750 watt, större varvtalsområde: 40 till 190 varv per minut. 2000 infördes en basmodell med två olika tillbehörspaket. År 2002 flyttades marknadsföring till Ankarsrums bruk. År 2003 lanserades en egen modell Corvel Chrome för Lux International.